# Семь приморских земель

Флаг провинции Фрисландия: семь листьев кувшинок и семь полос символизируют семь приморских земель

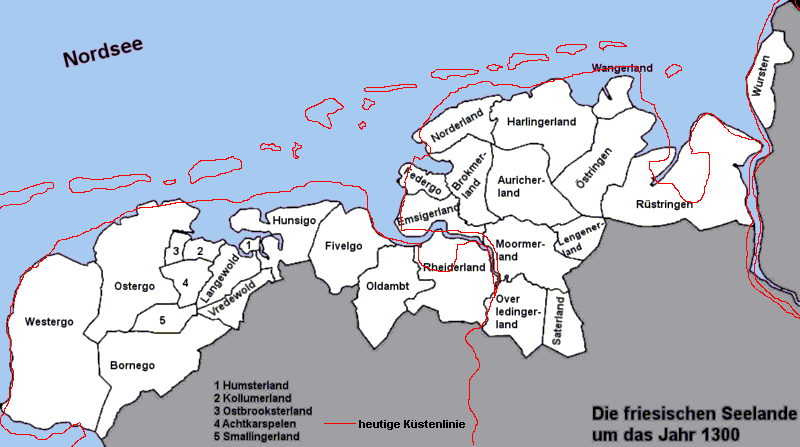
Фризские приморские земли около 1300 года

Семь приморских земель (Семь фризских приморских земель) — это историческое название областей, населённых фризами во времена фризской свободы. Число семь не является фактическим числом свободных фризских земель, но символизирует Фрисландию в целом. Более семи территорий были объединены в Союз семи приморских земель, но неясно, считалась ли каждая из них одной из тех приморских земель. На самом деле, в зависимости от текущей политической ситуации, в конфедерацию входило до трёх десятков независимых фризских общин между Зёйдерзе и Везером. Семь листьев кувшинок и семь синих и белых полос на флаге нидерландской провинции Фрисландия по-прежнему символизируют семь приморских земель.

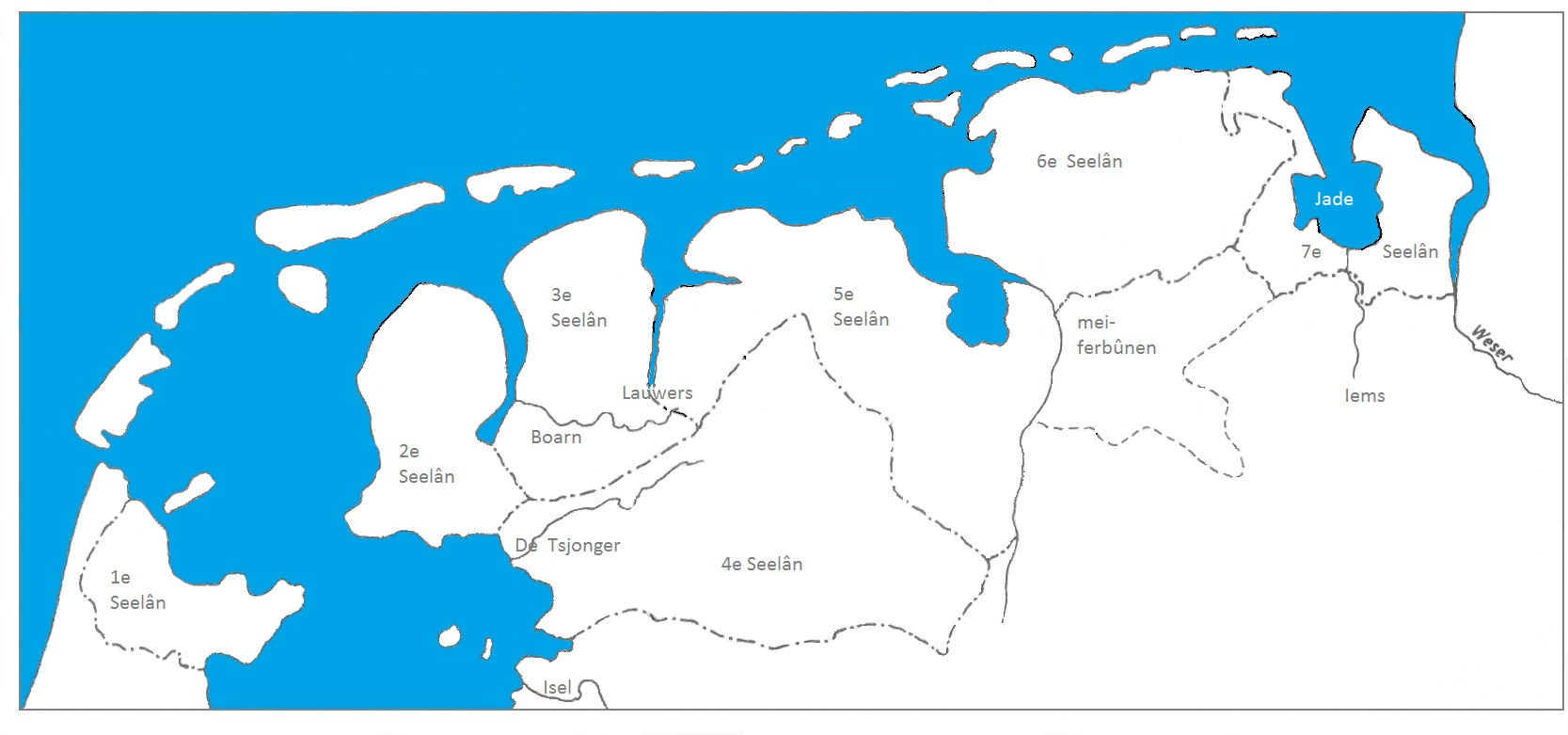
Семь приморских земель согласно трактата от 1417 года

Если же число семь упоминается буквально в отношении конкретных областей, то чаще всего имеют ввиду трактат от 1417 года, в котором приводится следующее разделение в то время:
- Западная Фрисландия;
- Вестерго;
- Остерго;
- Стеллингвервен и Дренте;
- Оммеланды;
- Восточная Фрисландия;
- Рюстринген и Бутъядинген, а также Вурстен.

Согласно трактату, сюда дополнительно были включены земли к югу от Восточной Фрисландии, включая окрестности Лера и Затерланда.
Союз семи приморских земель собирался каждый год во вторник после Троицы у Упстальбома в Аурихе.
Другое толкование числа семь выходит далеко за пределы фактической области поселения фризов, включая побережье Северного моря вплоть до Ютландии. При этом используется следующая разбивка:
- Западная Фрисландия в современной провинции Северная Голландия в Нидерландах;
- Фрисландия между Вли и Лауэрсом, сегодняшняя провинция Фрисландия в Нидерландах;
- фризские районы между Лауэрсом и Эмсом в провинции Гронинген (Оммеланды) в Нидерландах;
- фризские районы между Эмсом и Яде, нынешняя Восточная Фрисландия, Затерланд, район Фрисландия в Ольденбурге, Вильгельмсхафен в немецкой земле Нижняя Саксония;
- область между Яде и Везером (бывший Рюстринген);
- территория между Везером и Эльбой (включая Вурстен);
- район к северу от Эльбы (районы Дитмаршен и Северная Фрисландия в Германии).